# 40
| 40                 |
| ------------------ |
| Dødsfald - Fødsler |
|                    |

| Gregoriansk kalender | 40 XL                   |
| Ab urbe condita      | 793                     |
| Armensk kalender     | I/T                     |
| Kinesiske kalender   | 2736 – 2737 己亥 – 庚子 |
| Etiopisk kalender    | 32 – 33                 |
| Jødisk kalender      | 3800 – 3801             |
| Hindukalendere       |                         |
| - Vikram Samvat      | 95 – 96                 |
| - Shaka Samvat       | N/A                     |
| - Kali Yuga          | 3141 – 3142             |
| Iransk kalender      | 582 BP – 581 BP         |
| Islamisk kalender    | 600 BH – 599 BH         |

Se også 40 (tal)